# 汉源大道站
汉源大道站是徐州地铁2号线的地铁站，位于中华人民共和国江苏省徐州市云龙区昆仑大道与汉源大道交叉口，于2020年11月28日开通。

## 车站结构
汉源大道站沿昆仑大道东西设置，为地下二层岛式站台车站，车站地下一层为站厅层，地下二层为站台层，站台设置全高站台门。车站东侧设有一条单渡线。
| 地面              | 出入口 | 1a、1c、2、3出入口                                                                                                  |
| 地下一层          | 站厅   | 客服中心、自动售票机、验票机                                                                                        |
| 地下二层          | 站台   | \| \| \| █ 2号线往客运北站（市行政中心） \| \| 島式 · 開左邊车门 \| \| \| \| \| \| █ 2号线往新城区东（新元大道） \| |
|                   |        | █ 2号线往客运北站（市行政中心）                                                                                     |
| 島式 · 開左邊车门 |        | |
|                   |        | █ 2号线往新城区东（新元大道）                                                                                       |

## 车站出口
汉源大道站共设4个出入口，各出口及周围设施如下所示：
| 出口编号                | 照片 | 出口指示         | 建议前往的目的地     |
| ----------------------- | ---- | ---------------- | -------------------- |
| 1 · a · 出口 · （设有） |      | 昆仑大道（北侧） |                      |
| 1 · c · 出口            |      | 昆仑大道（南侧） | 徐州市总工会         |
| 2 · 出口                |      | 昆仑大道（南侧） | 昆仑农贸市场         |
| 3 · 出口 · （设有）     |      | 昆仑大道（北侧） | 青年路小学新城区分校 |
| 图例： 设有             |      |                  |                      |

## 接驳交通

### 公交车
- 汉源大道地铁站：50路，78路，93路，207路

## 车站历史
本站工程名与正式站名均为汉源大道站，以车站横跨的汉源大道命名。
- 2018年9月29日，车站主体结构封顶[2]。
- 2020年11月28日，车站随2号线一期通车开通[1]。